# Македония I (булевард в Пловдив)
Булевард „Македония“ е един от основните булеварди в град Пловдив, разположен в южната част на България.

## История
Булевардът "Македония" беше изграден през края на 1980-те години. През 1990-те бе промяната на името му на "Булевард Македония", за да се подчертае приятелската връзка между България и Македония.